# 楊樹道

楊樹道牧徽

楊樹道(よう じゅどう、1919年4月16日-2010年8月28日)は洗礼名をヨハネといい、中華民国から中華人民共和国にかけてのカトリック聖職者。政府非公認の地下教会のカトリック福州教区司教であった。

## 生涯
1947年に司祭に叙階された。1955年には教皇のを否定することを拒絶したために、逮捕されて無期懲役の判決を受けた。
1981年に出獄後、教区に戻る。1987年に秘密裏に司教に聖別され、翌年の1988年に再び逮捕され、禁固三年の判決を受けた。1991年に釈放された後も、拘束及び監視に遭った。
2010年8月28日に中風で世を去る。彼が亡くなる十年前から天主教愛国会と地下教会の分裂の他に、地下教会は楊司教と協働司教林佳善の一派と前任の教区職務代行である林運団神父の率いる一派に分かれていた。